# Sarah Chakil
Sarah Chakil, née le 19 décembre 1990, est une cavalière d'endurance française, qui court pour les écuries Dar el Salam de Fay-de-Bretagne (Loire-Atlantique). En 2010, elle remporte les 160 km de Florac et devient vice-championne du monde par équipe aux jeux équestres mondiaux. En 2011, à l'âge de vingt ans, elle est provisoirement numéro un mondial d'endurance et termine la saison en seconde place, derrière Virginie Atger.